# Cry for the Moon
Cry for the Moon è un singolo del gruppo musicale olandese Epica, pubblicato il 16 maggio 2004 come terzo estratto dal primo album in studio The Phantom Agony.

## Descrizione
Il brano è tra i primi composti dal gruppo, apparendo già nel demo omonimo distribuito nel gennaio 2003 quando il gruppo era ancora noto come Sahara Dust.
All'interno del singolo sono contenute le versioni complete del brano e di Run for a Fall e le corrispettive versioni ridotte, che si caratterizzano per la sostituzione della batteria e dei riff di chitarra in favore di batteria ed effetti elettronici.

## Tracce
Testi di Mark Jansen, musiche di Mark Jansen, Ad Sluijter e Simone Simons, tranne dove diversamente indicato.
1. Cry for the Moon (Previously Unreleased Single Version) – 3:33
2. Cry for the Moon (The Embrace That Smothers - Part IV) – 6:44
3. Run for a Fall (Previously Unreleased Single Version) – 4:29 (musica: Mark Jansen, Ad Sluijter, Coen Janssen, Simone Simons)
4. Run for a Fall – 6:31 (musica: Mark Jansen, Ad Sluijter, Coen Janssen, Simone Simons)

## Formazione
Gruppo
- Simone Simons – mezzosoprano
- Mark Jansen – chitarra, grunt e screaming, arrangiamenti orchestrali
- Ad Sluijter – chitarra
- Coen Janssen – sintetizzatore, pianoforte, arrangiamenti orchestrali e del coro
- Yves Huts – basso
- Jeroen Simons – batteria, percussioni

Altri musicisti
- Robert Hunecke-Rizzo – arrangiamenti orchestrali
- Epica Orchestra
  - Thomas Glöckner – violino
  - Andreas Pfaff – violino
  - Tobias Rempre – violino
  - Marie-Thereis Stumpf – viola
  - David Schelage – viola
  - Jorn Kellermann – violoncello
  - Cordula Rohde – violoncello
  - Andrè Neygenfind – contrabbasso
- Epica Choir
  - Melvin Edmondsen – basso
  - Previn Moore – tenore
  - Bridget Fogle – contralto
  - Cinzia Rizzo – contralto
  - Annie Goebel – soprano
  - Amanda Somerville – soprano

Produzione
- Sascha Paeth – produzione, registrazione, ingegneria del suono, missaggio
- Olaf Reitmeier – registrazione, ingegneria del suono, registrazione ed editing aggiuntivi
- Annie Gerbel – registrazione ed editing aggiuntivi
- Hans van Vuuren – produzione esecutiva
- Peter van 't Riet – mastering